# Inspektorat Graniczny nr 11

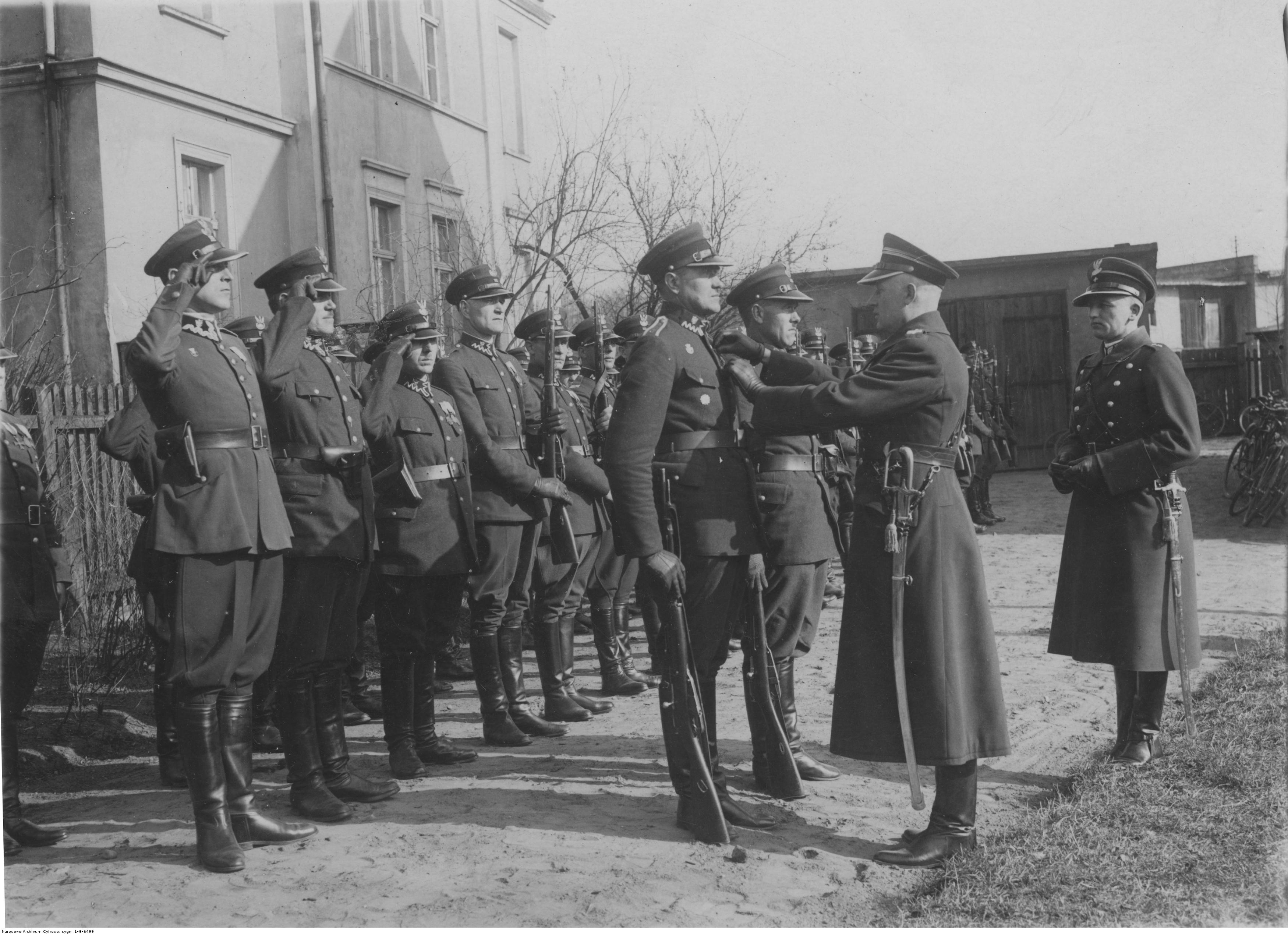
Inspektorat Straży Granicznej w Lesznie – dekorowanie Krzyżami Zasługi

Inspektorat Graniczny nr 11 – jednostka organizacyjna Straży Granicznej pełniąca służbę ochronną na granicy polsko-niemieckiej w latach 1928–1939.
Inspektorat Graniczny w Lesznie obejmował powiaty leszczyński, rawicki, gostyński, śremski oraz południową część powiatu kościańskiego i śmigielskiego od Obry.

## Formowanie i zmiany organizacyjne
Rozporządzenie Prezydenta Rzeczypospolitej Polskiej Ignacego Mościckiego z 22 marca 1928 roku, do ochrony północnej, zachodniej i południowej granicy państwa, a w szczególności do ich ochrony celnej, powoływano z dniem 2 kwietnia 1928 roku  Straż Graniczną.
Rozkazem nr 3 z 25 kwietnia 1928 roku w sprawach organizacji Wielkopolskiego Inspektoratu Okręgowego dowódca Straży Granicznej gen. bryg. Stefan Pasławski zatwierdził dyslokację, granice i strukturę inspektoratu granicznego nr 11 „Leszno”.
Już 15 września 1928 dowódca Straży Granicznej rozkazem nr 7  w sprawie zmian dyslokacji Wielkopolskiego Inspektoratu Okręgowego podpisanym w zastępstwie przez mjr. Wacława Szpilczyńskiego zmieniał miejsce postoju komisariatu „Leszno” na Zaborowo. Tym samym rozkazem przeniósł dyslokację komisariatu „Dubin” do Jutrosina.
Rozkazem nr 11 z 9 stycznia 1930 roku  o reorganizacji Wielkopolskiego Inspektoratu Okręgowego komendant Straży Granicznej płk Jan Jur-Gorzechowski powołał komisariat „Włoszakowice”.
Rozkazem nr 2 z 30 listopada 1937 roku w sprawach [...] przeniesienia siedzib i likwidacji jednostek, dowódca Straży Granicznej płk Jan Gorzechowski zniósł placówkę II linii „Kościan”.
Rozkazem nr 2 z 8 września 1938 roku w sprawie terminologii odnośnie władz i jednostek organizacyjnych formacji, dowódca Straży Granicznej płk Jan Gorzechowski nakazał zmienić nazwę Inspektoratu Granicznego „Leszno” na Obwód Straży Granicznej „Leszno”.

## Służba graniczna
Dowódca Straży Granicznej gen. bryg. Stefan Pasławski swoim rozkazem nr 3 z 25 kwietnia 1928 roku w sprawach organizacji Wielkopolskiego Inspektoratu Okręgowego określił granice inspektoratu granicznego: od północy: placówka Straży Granicznej „Wybudowanie” wyłącznie, od południa: placówka Straży Granicznej „Zmysłowo” włącznie. Rozkaz dowódcy Straży Granicznej nr 7 z 15 września 1928 podpisany przez mjr. Wacława Spilczyńskiego zmienił granicę inspektoratu: od północy − placówka Straży Granicznej „Radomyśl” wyłącznie, od południa bez zmian.
Rozkazem nr 11 z 9 stycznia 1930 roku w sprawie organizacji Wielkopolskiego Inspektoratu Okręgowego komendant Straży Granicznej płk Jan Jur-Gorzechowski zatwierdził granice inspektoratu granicznego: od północy: granica Inspektoratu Granicznego Wolsztyn, od północnego wschodu: placówka Zmysłowo włącznie.
Sąsiednie inspektoraty:
- Inspektorat Graniczny „Opalenica” ⇔ Inspektorat Graniczny „Ostrów” − 1928

## Struktura organizacyjna
Organizacja inspektoratu w 1928:
- komenda − Leszno
- komisariat Straży Granicznej „Leszno”
- komisariat Straży Granicznej „Bojanowo”
- komisariat Straży Granicznej „Rawicz”
- komisariat Straży Granicznej „Dubin”

Organizacja inspektoratu w styczniu 1930:
- komenda − Leszno
- 1/11 komisariat Straży Granicznej „Włoszakowice”
- 2/11 komisariat Straży Granicznej „Zaborowo”
- 3/11 komisariat Straży Granicznej „Bojanowo”
- 4/11 komisariat Straży Granicznej „Rawicz”
- 5/11 komisariat Straży Granicznej „Jutrosin”